# L'Épée noire
L'Épée noire (titre original : The Bane of the Black Sword) est un recueil de nouvelles d’heroic fantasy de Michael Moorcock paru en 1977. Il met en scène les aventures d'Elric de Melniboné, une incarnation du Champion éternel, et constitue le septième tome du Cycle d'Elric dans sa traduction française.

## Résumé
Il comporte quatre nouvelles :
- Le Voleur d'âmes (The Stealer of Souls) – première parution en janvier 1962 dans Science Fantasy
- Les Rois oubliés (Kings in Darkness) – première parution en août 1962 dans Science Fantasy
- Les Porteurs de flammes (The Flamebringers) – première parution en octobre 1962 dans Science Fantasy
- Sauver Tanelorn (To Rescue Tanelorn) – première parution en 1963 dans Science Fantasy

## Éditions françaises
- juin 1984 chez Pocket (coll. « SF », no 5183), traduction de Frantz Straschitz, couverture de Wojtek Siudmak  (ISBN 2-266-02932-0)
- mars 2006 chez Pocket (coll. « Fantasy » no 5183), traduction de Frantz Straschitz, couverture de Marc Moreno  (ISBN 2-266-15947-X)